# Simon Poh Hoon Seng
Simon Peter Poh Hoon Seng (chiń. 傅云生; pinyin Fù Yúnshēng; ur. 15 kwietnia 1963 w Sri Aman) – malezyjski duchowny katolicki chińskiego pochodzenia, arcybiskup Kuching od 2017.

## Życiorys
Święcenia kapłańskie otrzymał 31 lipca 1988 i został inkardynowany do archidiecezji Kuching. Był m.in. dyrektorem kurialnej komisji ds. powołań, kanclerzem kurii oraz proboszczem parafii katedralnej.
9 lipca 2015 papież Franciszek mianował go biskupem pomocniczym archidiecezji Kuching ze stolicą tytularną Sfasferia. Sakry udzielił mu 24 września 2015 ówczesny arcybiskup metropolita Kuching - John Ha Tiong Hock. 
4 marca 2017 roku ten sam papież mianował go ordynariuszem archidiecezji Kuching.